# 长颌宝刀鱼
长颌宝刀鱼（学名：Chirocentrus nudus）为宝刀鱼科宝刀鱼属的鱼类，俗名西刀鱼、贝刀鱼。分布于印度尼西亚、马来半岛、印度等。

## 扩展阅读
維基物種上的相關：长颌宝刀鱼